# 清水義明
清水 義明（しみず よしあき、1936年2月27日 - 2021年2月20日 ）は、日本の美術史学者。プリンストン大学名誉教授。専門は美術史・考古学で、日本美術史の第一人者。

## 略歴
1936年、東京都生まれ。
成蹊高校よりアメリカ合衆国ニューハンプシャー州・セントポールズ校へ留学し、同校卒業。
1963年、ハーバード大学卒業。1968年、カンザス大学大学院より修士号取得（中国絵画研究専攻）。1971年、プリンストン大学大学院より修士号取得（日本美術・考古学専攻）。1974年､ プリンストン大学大学院より博士号取得（日本美術・考古学専攻）。
1974年から1975年までプリンストン大学・美術史考古学科講師、1975年から1979年にカリフォルニア大学バークレー校・美術史科助教授を経て準教授、1979年から1984年までスミソニアン研究所・フリーア美術館の日本美術担当キュレーター、1984年から1992年までプリンストン大学・美術史考古学科教授を務め、1992年2月より、プリンストン大学・美術史考古学科マーカンド名誉教授となった。2014年、ゲッティ研究所招聘教授。
東洋美術・日本美術（特に室町時代）に関する著作・論文多数執筆。アメリカ合衆国オレゴン州在住。カリフォルニア大学バークレー校時代の教え子にロバート・キャンベルがいる。

## 著書・論文
- 1972年 - 「粉河寺縁起復元への諸問題」『仏教芸術』､ 86号
- 1976年 - “Japanese Ink Painting,”Co-ed. with Carolyn Wheelwright, Princeton University Press,（共著）
- 1981年 - “Six Narrative Paintings by Yin T'o-lo:Their Symbolic Content,”Archives of Asian Art, 33
- 1984年 - “Masters of Japanese Calligraphy, 8th-19th Centuries,” with John M. Rosenfield, Asia Society/Japan Society,（共著）
- 1988年 - “The Rite of Writing: Thoughts on the Oldest Genji Text,” RES,　No.16,Dept. of Anthropology,Harvard University
- 1992年 - “The Vegetable Nirvana of Ito Jakuchu,” Flowing Traces: Buddhism in the Literary and Visual Arts of Japan, with　LaFleur, Nagatomi and Sanford, Princeton University Press,（共著）
- 1992年 - 「禅家の詩画軸－言語と絵画の関係」日本美術全集､ 第12巻､ 講談社
- 2017年 - Irresolution: The Paintings of Yoshiaki Shimizu, Yukio Lippit, Edwin O Reischauer Institute of Japanese Studies, Harvard University